# Falsanchonus ausobskyi
Falsanchonus ausobskyi – gatunek chrząszcza z rodziny ryjkowcowatych i podrodziny Molytinae.
Gatunek ten opisany zostały w 1987 roku przez Władimira W. Żerichina na podstawie pojedynczej samicy, odłowionej w 1980 roku.
Chrząszcz o ciele długości 4,2 mm (bez ryjka), matowoczarnym z błyszczącym szczytem ryjka i biodrami oraz rudożółtymi czułkami i stopami, opatrzony brudnobiałymi, słabo widocznymi łuskami. Ryjek długości przedplecza, do nasad czułków gęsto ponakłuwany, matowy i z trzema żeberkami podłużnymi, między którymi osadzone są poprzeczne, włoskowate łuski. Czułki o silnie maczugowatym trzonku. Grubo i gęsto punktowane jest dłuższe niż szersze przedplecze. Boki przedplecza są prawie równoległe od nasady do środka, a potem silnie zwężone ku przodowi. Brak na nim linii środkowej. Długość wąskich pokryw wynosi 1,7 ich szerokości. Rzędy punktów niewgłębione, a punkty płytkie i wydłużone. Międzyrzędy ponakłuwane, niepunktowane, opatrzone położonymi łuskami. Spód ciała matowy wskutek gęstych nakłuć. Odnóża o udach pomarszczonych skośnie, a goleniach podłużnie.
Ryjkowiec znany tylko z lasu mieszanego w Mai Pokhari, w nepalskim dystrykcie Ilam, położonego na wysokości 2100 m n.p.m..